# Luigi Paradisi
Luigi Paradisi, mort en 1893, est un graveur néoclassique italien du XIXe siècle.

## Biographie
Luigi Paradisi a suivi sa formation sous Francesco Rosaspina en étant son élève et est devenu graveur au burin. Il était actif principalement à Bologne de 1842 jusqu'à sa mort en 1893.

## Œuvres
Liste non-exhaustive de ses gravures : 
- Luogo di Delizie, gravure de Luigi Paradisi d'après Carlo Savini, n. d.[3] ;
- Ritratto di Francesco Maria Mazzola detto Parmigianino, gravure de Luigi Paradisi (burin), 51,5 × 36,5 cm, n. d., Service de Collection de l'École nationale supérieure des Beaux-Arts[4] ;
- Ritratto di graziose giovinette, esquisses en couleur de Luigi Paradisi, n. d.[5] ;
- Bambina, dessin de Giusto Sustermans, gravé par Luigi Paradisi (gravure sur cuivre), 31 × 43,5 cm, 1837[6] ;
- Ritratto d'uomo, dessin de Mario d'Orsi, gravé par Luigi Paradisi d'après Bronzino (burin), 95 × 150 mm, entre 1840 et 1899, Musei Civici di Monza[7] ;
- Esule con famiglia, dessin de Stefano Ussi, gravé par Luigi Paradisi (eau-forte et burin), 310 × 442 mm, entre 1860 et 1899, Musée de la ville du palazzo San Sebastiano[8].